# Hyposoter maculatus
Hyposoter maculatus är en stekelart som först beskrevs av Hedwig 1938.  Hyposoter maculatus ingår i släktet Hyposoter och familjen brokparasitsteklar. Inga underarter finns listade i Catalogue of Life.